# Heinz Maecker
Heinz Maecker (Bydgoszcz, 6 de abril de 1913 – 4 de abril de 1999) foi um físico alemão.

## Publicações
- Das kontinuierliche Spektrum des Kohlelichtbogens; Wiesenburg (Mark); Lewerenz, 1939
- Quantitativer Nachweis von Grenzschichtwellen in der Optik; 1948 (Kiel, Phil. F., Habilitationsschrift)
- Ionen- und Atomquerschnitte im Plasma verschiedener Gase; In Zeitschrift für Physik A, Volume 140, Number 2, März 1955
- Principles of arc motion and displacement; Proc. IEEE, vol. 59, pp. 439-449, Apr. 1971.
- Unified Dynamicy and Thermodynamics of a thermal Plasma; 1998
- Über eine neue Entladungsform des stabilisierten Lichtbogens
- Messung und Auswertung von Bogencharakteristiken (Ar,N₂); In Zeitschrift für Physik, v. 158, 1960, p. 392-404
- Ionization phenomena in gases; Année d'édition North-Holland 1962
- Der elektrische Lichtbogen; In Ergebnisse der exakten Naturwissenschaften, Bd. 25
- The Electric Arc; ISBN 978-3-00-023602-0; 2009 [1]